# Jugendorchester Gersthofen

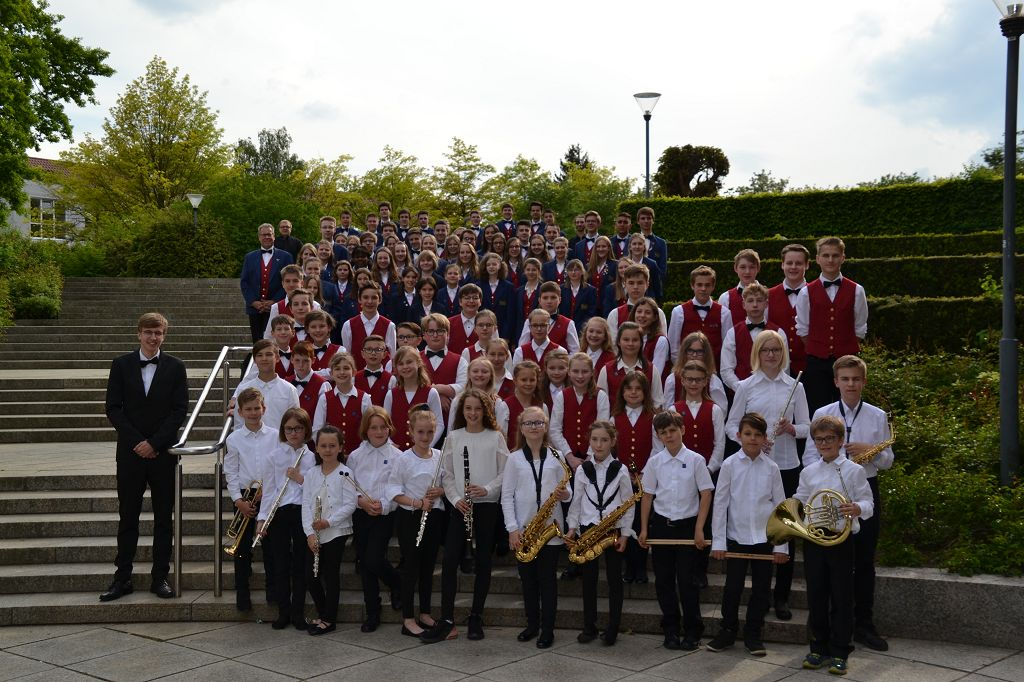
Jugendorchester Gersthofen (2019)

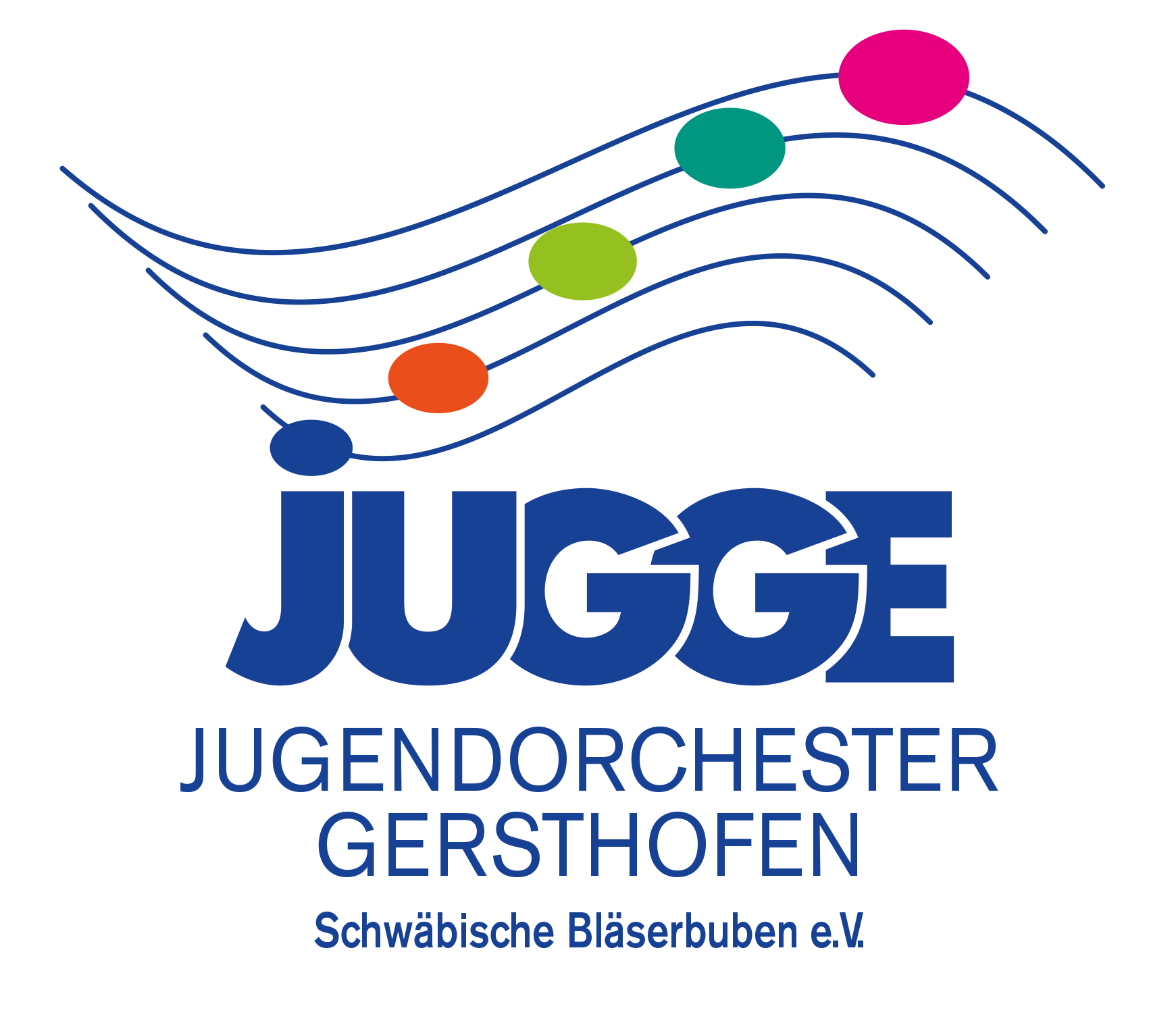
Logo des Jugendorchesters Gersthofen seit 2016

Das Jugendorchester Gersthofen – Schwäbische Bläserbuben e. V. (JUGGE) ist ein 1955 gegründetes Jugendorchester in Gersthofen. Es ist ein eigenständiges Blasorchester für Kinder, Jugendliche und junge Erwachsene. Es vermittelt Kindern und Jugendlichen bis 27 Jahren in Einzelunterrichten und in verschiedenen Orchestern eine Ausbildung an Blasinstrumenten und Freude am gemeinsamen Spiel. Seit 2016 ist Maximilian Hosemann musikalischer Leiter und Andreas Landau Vorstand. Der Vorstand und alle Vorstandsmitglieder arbeiten alle ausschließlich ehrenamtlich.

## Historie
Das Jugendorchester Gersthofen wurde 1955 als reines Blasorchester für Jungen von Hans-Joachim Schmidt-Täubner gegründet, der 1975 mit dem Bundesverdienstkreuz ausgezeichnet wurde.
1957 erfolgte die Umbenennung des Vereinsnamens in „Schwäbische Bläserbuben“ und die Ausstattung des Orchesters mit einer mittelschwäbischen Tracht. In den ersten Jahren fanden Orchesterreisen nach Klarenbeek  und Appeldorn in Holland, nach Waregem in Belgien und nach Leonding, Linz und Fürstenfeld in Österreich statt. In den 1970er-Jahren führte das Orchester Reisen nach England, Frankreich, Dänemark, Schweden, Belgien, Holland und Chile durch. In den 1980er Jahren absolvierte das Orchester reisen nach England, nach Belgien, Chile, Dänemark, Österreich, in die Tschechoslowakei, nach Frankreich, Holland oder die Schweiz
Ab 1985 wurden erstmals auch Mädchen als Orchestermitglieder aufgenommen mit eigener Tracht.
In den 1990er-Jahren fanden Reisen nach Österreich, Tschechien, Belarus oder Belgien statt.
Von 1992 bis 2016 übernahm Milos Glückmann die musikalische Leitung des Orchesters 2001 erfolgte die Namensänderung in „Jugendorchester Gersthofen - Schwäbische Bläserbuben e. V.“
2008 fand eine zehntägige Orchesterreise nach Russland (Moskau und Samara) statt. 2012 und 2015 reiste das Jugendorchester nach Jerusalem in Israel. 2016 fuhr das Orchester auf eine zehntägige Reise Orchesterreise und Jugendbegegnung nach Niteroi in Brasilien. Im Jahr 2019 wurde die Präfektur Baringo County in Kenia besucht. Bei allen Reisen fanden internationale Jugendbegegnungen mit Orchestern des jeweiligen Partnerlandes statt.
2009 und 2018 besuchte das Jugendorchester den Feuerwehr-Musikzug Bordelum.

## Probenbetrieb
Die Orchester proben wöchentlich, zusätzlich finden vor Konzerten Sonderproben statt.
Zudem findet einmal im Jahr eine musisch-kulturelle Werkwoche in der Region und häufig auch Orchesterfahrten ins In- und Ausland statt.

## Repertoire und Ausbildungskonzept

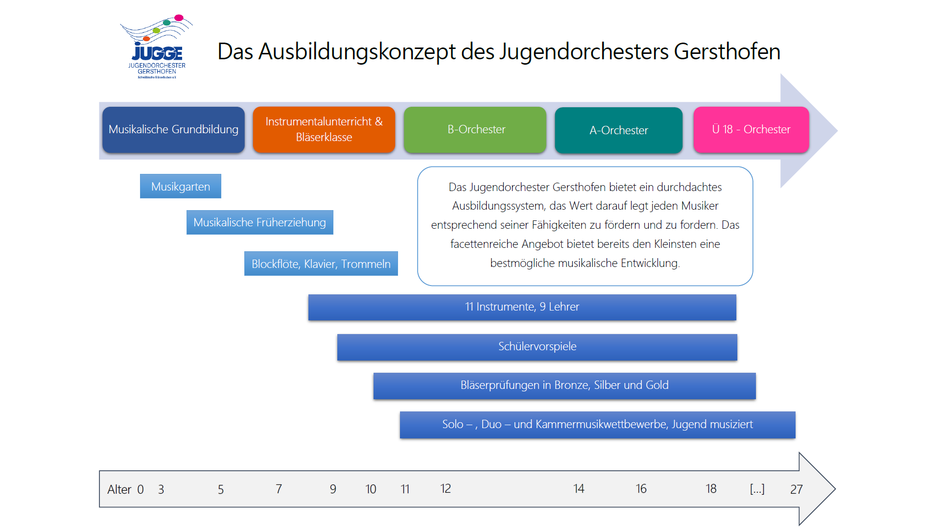
Ausbildungskonzept

Das JUGGE spielt mit seinen Orchestern vornehmlich konzertante Blasmusik von Komponisten aus dem 20. und 21. Jahrhundert, bei Konzerten oft Filmmusik sowie bei Festen auch traditionelle Blasmusik.
Die Ausbildung ist in folgende Gruppierungen bzw. Orchester eingeteilt:
- Musikalische Früherziehung
- Bläserklasse
- B-Orchester
- A-Orchester
- JUGGE Offbeat

## Konzerte und Orchesterreisen

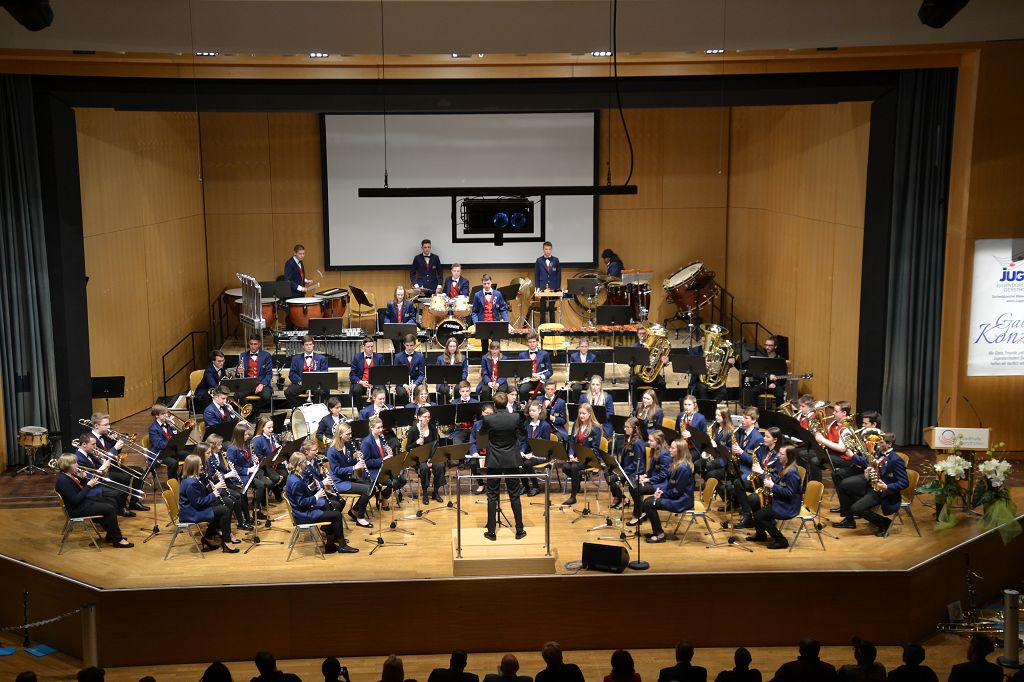
A-Orchester beim Galakonzert 2019 mit dem musikalischen Leiter Maximilian Hosemann.

Das Orchester veranstaltet im Frühsommer jeden Jahres ein Galakonzert in der Stadthalle Gersthofen. Ferner spielen es im Oktober ein Kirchenkonzert in der Kirche St. Jakobus major in Gersthofen. Zum Jahresende findet ebenfalls in der Stadthalle Gersthofen ein Benefizkonzert gemeinsam mit der Stadtkapelle Gersthofen statt.

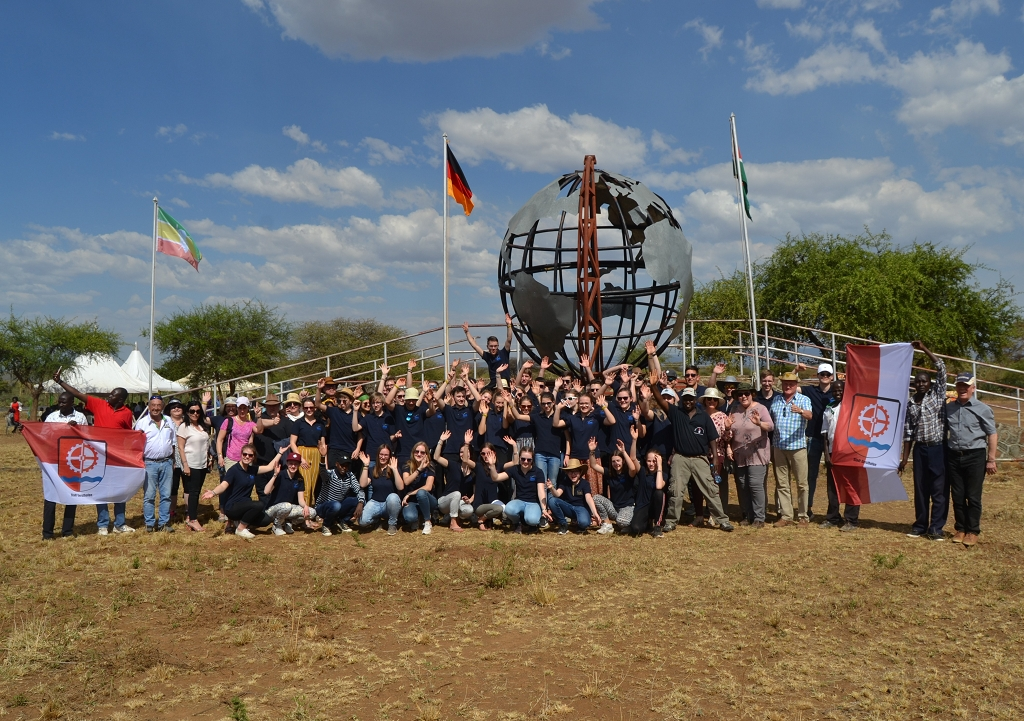
Jugendorchester Gersthofen om Kenia (2019)

Das Orchester unternahm zahlreiche Auslandsreisen und begrüßte bei den Rückbegegnungen in Gersthofen viele junge Menschen und Musiker als Gäste.
Bei der Organisation der Orchesterreise nach Kenia wurde das JUGGE von der Initiative ProKapsogo e.V. unterstützt.

## Mitgliedschaften
Das JUGGE ist Mitglied im Kreisjugendring Augsburg-Land KdöR und des djo – Deutsche Jugend in Europa Landesverband Bayern e.V.